# Habronyx victorianus
Habronyx victorianus là một loài tò vò trong họ Ichneumonidae.